# 勒热夫卡农村居民点
勒热夫卡农村居民点（俄语：Ржевское сельское поселение）是俄罗斯联邦别尔哥罗德州罗韦尼基区所属的一个农村居民点。其下辖有4个居民点，行政中心为勒热夫卡。据2016年统计，该农村居民点的人口为783人。